# Colus verkruezeni
Colus verkruezeni är en snäckart som först beskrevs av Wilhelm Kobelt 1876.  Colus verkruezeni ingår i släktet Colus och familjen valthornssnäckor. Inga underarter finns listade i Catalogue of Life.